# Judith de Kom
Judith de Kom (Den Haag, 16 maart 1931 – 13 oktober 2024) was een Nederlands romanschrijfster, dichteres en voordrachtskunstenaar. Judith de Kom was de dochter van de Surinaamse schrijver en activist Anton de Kom. Ze heeft een groot deel van haar leven gestreden voor de erkenning van haar vader.

## Biografie
Judith de Kom werd in 1931 in Nederland geboren als dochter van schrijver en activist Anton de Kom en zijn Nederlandse vrouw Nel Borsboom.
Eind 1932 verhuisde het gezin naar Suriname omdat Judith's grootmoeder, Judith Jacoba Dulder de Kom, daar op sterven lag. In 1933 reeds keerde het gezin gedwongen terug naar Nederland vanwege de verbanning van Judith's vader. De rest van haar leven woonde Judith de Kom in Nederland.
In 2008 herontdekte de Vereniging Ons Suriname de manuscripten van Anton de Kom die in de jaren zestig van de 20e eeuw verloren waren gegaan. De manuscripten bevatten het filmscenario Tjiboe, delen van de romans Ons bloed is rood en Om een hap rijst, en verschillende Anansi-verhalen over een spin die vaardigheid en wijsheid vertegenwoordigt in de volksverhalen van het Akan-volk. Judith de Kom en haar broer Ad de Kom schonken de archieven aan de Nederlandse schrijver Michiel van Kempen.
Judith de Kom was romanschrijfster, dichteres en voordrachtskunstenaar. Ze schreef veelal over de thema's identiteit, familie en de Nederlandse koloniale periode in Suriname. Tot haar bekendste werken behoort de roman uit 2021, Het verlangen naar een eiland, over de erfenis van het kolonialisme op generaties van dezelfde familie.
Judith de Kom zette de speurtocht naar haar vader tot op hoge leeftijd voort vanuit haar woonplaats Mierlo. In september 2024 publiceerde ze in samenwerking met schrijfster Ida Does een boek met brieven aan belangrijke personen in haar leven, onder wie haar vader, getiteld Ik omhels je onafgebroken. Het kwam een maand voor haar dood uit. Ze zei destijds tegen haar uitgever: "De krans is gelegd, het boek is verschenen. Nu kan ik in vrede rusten"
Judith de Kom overleed op 10 oktober 2024 in Nederland op 93-jarige leeftijd. In een verklaring die werd vrijgegeven door de NOS zei familie van haar dat "zij haar leven heeft gewijd aan het verbeteren van de wereld en het herstel van de naam van haar vader."